# Barnesville (Ohio)
Barnesville település az Amerikai Egyesült Államokban, Ohio államban, Belmont megyében. A 2000. évi népszámlálási adatok szerint  lakónépessége 4225 fő. Barnesville híres rendezvénye a Barnesville-i tökfesztivál.

## Földrajza

### Demográfiai adatok
A 2000. évi népszámlálási adatok szerint Barnesville lakónépessége 4225 fő. A háztartások száma 1769 és 1119 család él a településen. A település népsűrűsége 845 fő/km². Barnesville faluban 1964 lakás van, sűrűsége 392,8 lakás/km². A lakónépessége 98,41%-a fehér rasszba, 0,71%-a afroamerikai rasszba, 0,07%-a indián, 0,17%-a ázsiai rasszba tartozik és 0,64%-a legalább két vagy egyéb rasszba tartozik.

## Történelem
A település James Barnes település nevéről kapta a nevét. James Summerton Barnes, aki 1768-ban született 1808-ban alapította Barnesvillet.